# Niina Ahtiainen
Niina Ahtiainen (* 11. April 1997 in Imatra) ist eine finnische Beachvolleyballspielerin. Sie wurde vier Mal finnische Meisterin im Sand.

## Karriere
Ahtiainen absolvierte ihre Ausbildung an der Märsky-Schule in Helsinki und begann 2004 mit dem Volleyball. Von 2012 bis 2017 bildete sie ein Beachvolleyball-Duo mit Ida Sinisalo. Sinisalo/Ahtiainen belegten bei der U20-Europameisterschaft in Hartberg den 19. Platz und nahmen bei den Åland Open an ihrem ersten Turnier der FIVB World Tour teil. 2013 wurden sie Neunte der U20-EM in Vilnius und kamen bei der U18-EM in Maladsetschna auf den 17. Rang. Bei einem Turnier der NEVZA-Serie (North European Volleyball Zonal Association) in Göteborg wurden sie Fünfte. 2014 spielte Ahtiainen zunächst das CEV-Satellite-Turnier in Antalya mit Anniina Parkkinen. Bei der U18-EM in Kristiansand gewannen Sinisalo/Ahtiainen die Bronzemedaille. Anschließend wurde Ahtiainen mit Parkkinen Neunte der U20-EM in Cesenatico. 2015 kamen Sinisalo/Ahtiainen beim NEVZA-Turnier in Lohja auf den neunten Platz. Das gleiche Ergebnis erreichten sie bei der U22-EM in Macedo de Cavaleiros. Bei der U20-EM in Larnaka mussten sie sich erst im Finale den Niederländerinnen Daalderop/Stubbe geschlagen geben.
2016 belegten sie bei der U21-WM in Luzern und beim Satellite-Turnier in Vilnius jeweils den 17. Platz, ehe sie bei der U20-EM in Antalya Neunter wurden. Nach einem 13. Platz beim Vaduz Satellite und einem zweiten Rang beim NEVZA-Turnier in Kuopio erreichten sie bei der U22-EM in Thessaloniki den 17. Platz. Anschließend gab es für sie weitere Top-Ten-Ergebnisse bei den Satellite-Turnieren in Skopje und Pelhřimov sowie dem NEVZA-Turnier in Oslo. Auf der World Tour 2017 spielten Sinisalo/Ahtiainen zunächst die Turnier in Fort Lauderdale (fünf Sterne) und Moskau (drei Sterne), wobei sie jeweils früh ausschieden. In Baden wurden sie Neunte der U22-EM und belegten beim Masters an gleicher Stelle den 17. Platz. Nach einem 25. Rang beim FIVB-Turnier in Poreč (fünf Sterne) erreichten sie bei den CEV-Turnieren in Laholm, Alanya und Vilnius den 17., 13. und neunten Platz. Beim Vier-Sterne-Turnier der World Tour in Olsztyn kamen sie erneut auf den 25. Rang und beim CEV-Satellite in Larnaka wurden sie Siebte. Sinisalo/Ahtiainen qualifizierten sich für die Europameisterschaft 2017 in Jūrmala, bei der sie sieglos nach der Vorrunde ausschieden.
Von 2018 bis 2021 war die 17 Jahre ältere Riikka Lehtonen Ahtiainens Partnerin. Bei der Europameisterschaft 2020 in Jūrmala erreichten Ahtiainen/Lehtonen Platz fünf.
Bei der WM 2022 in Rom griff Ahtiainen an der Seite von Taru Lahti ins Geschehen ein. Den beiden gelang im ersten Spiel in der italienischen Metropole ein Sieg über die US-Amerikanerinnen  Stockman/Day. Durch einen weiteren Sieg über Payano/Rosario aus der Dominikanischen Republik erreichten die Nordeuropäerinnen den zweiten Platz im Pool G und qualifizierten sich für die Runde der besten 32 Teams. Hier schieden sie gegen das deutsche Duo Müller/Tillmann aus. Im Oktober gewannen sie auf der World Beach Pro Tour 2022 das Challenge-Turnier auf den Malediven. In der folgenden Saison stand nach einem neunten Platz bei der Europameisterschaft für Ahtiainen der vierte Landesmeistertitel zu Buche. Bei der WM kam nach überstandener Gruppenphase und Lucky-Loser-Runde das Aus in der ersten Hauptrunde gegen die Exweltmeisterin Melissa Humana-Paredes und die amtierende Vizeweltmeisterin Brandie Wilkerson. Anschließend erkämpften die Finninnen einen geteilten fünften Rang beim Challenge in Goa und Silber beim gleichwertigen Event in Chiang Mai. 2024 gelang ihnen in Guadalajara eine weitere Viertelfinalteilnahme. Im August erreichten Lahti/Parkkinen nach einem Sieg beim Futures-Turnier in Brüssel bei der Europameisterschaft in den Niederlanden erneut Platz neun. Nach wechselhaften Ergebnissen Ende 2024 und Anfang 2025 auf der World Pro Tour gelang den Finninen im Mai ein zweiter Platz beim Challenge-Event in Xiamen.